# Хальберштадт (район)
Хальберштадт (нем. Halberstadt) — бывший (до 30 июня 2007 года) район в Германии, 1 июля 2007 года вошел в состав района Гарц. Центр района — город Хальберштадт. Район входил в землю Саксония-Анхальт. Занимал площадь 664,92 км². Население — 75 395 чел. Плотность населения — 113 человек/км².
Официальный код района — 15 3 57.
Район подразделялся на 21 общину.

## Города и общины
1. Хальберштадт (39 522)
2. Хю (8592)

Объединения общин
Управление Боде-Хольтемме
1. Грос-Квенштедт (1016)
2. Харслебен (2331)
3. Нинхаген (452)
4. Шванебек (2350)
5. Вегелебен (3079)

Управление Харцфорланд-Хю
1. Аспенштедт (548)
2. Атенштедт (437)
3. Данштедт (548)
4. Лангенштайн (1945)
5. Заргштедт (739)
6. Шахдорф-Штрёбек (1 158)

Управление Остервик-Фальштайн
1. Ауэ-Фалльштайн (5282)
2. Берсель (733)
3. Бюне (559)
4. Люттгенроде (743)
5. Остервик (3841)
6. Роден (486)
7. Шауэн (516)
8. Вюльпероде (518)